# チフス饅頭事件
チフス饅頭事件（チフスまんじゅうじけん）は、1939年に兵庫県神戸市でチフス菌入りの饅頭が医師宅に送られ、食した12人がチフスに感染し、うち1名が死亡した事件。

## 事件の発生
1939年5月に、神戸市立川池小学校（現・会下山小学校）の女性職員が、自宅から持ってきたかるかん饅頭を同校の教師たちに配り、みなで食べたところ、9名がチフスを発病。持参した職員とその兄弟2名も発病し、弟のほうが5月15日に死亡した。職員の兄は舞子病院の副院長を務める医師で、饅頭は元患者の名前で医師宅に送られてきたものだった。

## 犯人逮捕と動機
チフス菌の入手可能経路などを調べた結果、副院長の内縁の妻でY内科医院の医師Hが浮かび上がった。Hは犯行を認め、6月5日に逮捕され橘通刑務支所に収容された。
Hは1924年に東京女子医専（現・東京女子医科大学）を卒業して医師になり、細菌研究所に出入りしていた。
供述によると、Hが神戸市立市民病院に在職中、当時まだ医学生だった一つ年下の副院長と恋仲になった。副院長が博士号を得て医師になったら結婚する約束で、Hは実家に戻って医師として働き、5年間毎月学資を仕送りし続けた。晴れて医師になった副院長のもとへHが駆け付けたところ、冷たい仕打ちをされ、副院長の家族からも離縁を言い渡された。副院長の妹からは「H姉さんは醫者（医師）としては偉いかもしれないけど、家庭人としてはゼロだ」と罵倒されたとも言う。恨みを持ったHは4月25日に大丸百貨店でかるかん饅頭1箱を買い、培養したチフス菌を注射器で饅頭に仕込み、偽名で副院長宅に送った。副院長は実弟とこれを食べ、残りを実妹が職員として勤務していた小学校へ持っていった。

## 事件後
連日新聞で盛んに報道され、一大事件として世間を騒がせた。とくに女性の間では被害者一家よりもHへ同情する声が多く、減刑嘆願を訴える声も上がった。裁判でH側（弁護人は滝川事件で著名な滝川幸辰）は、犯行は副院長に肉体的・精神的・経済的苦痛を与えたかっただけであり、チフス菌感染の死亡率は18～20％と低く、殺意はなかったと主張した。神戸地方裁判所は同情の余地があるとして、無期懲役の求刑に対し、懲役3年を言い渡した。検察側は即日控訴。年が明けた1940年3月4日、大阪控訴院での控訴審判決は「死の転機を生ずるかもしれぬことを予見しながら」と未必の故意を認定し、殺人と殺人未遂を適用して懲役8年の刑を言い渡した。そして同年6月27日の上告審で大審院は控訴審判断を支持して上告を棄却。刑が確定した。
Hは模範囚として早期出所し、中国大陸に渡り終戦を迎え、引き揚げ後は故郷で市議会議員も一期務めた。医師免許が復活した後は、晩年まで医師として活動した。

## 備考
1991年には、この事件を題材としたテレビドラマ（日本テレビ系『火曜サスペンス劇場・女医の殺人』）が制作された。